# Terelabrus rubrovittatus
Terelabrus rubrovittatus es una especie de peces de la familia Labridae en el orden de los Perciformes.

## Morfología
Los machos pueden llegar alcanzar los 10 cm de longitud total.

## Distribución geográfica
Se encuentran en Nueva Caledonia, Papúa Nueva Guinea, Indonesia y República de Palau.